# Антагоністи NMDA-рецептора
Антагоністи NMDA-рецептора, або NMDA-антагоністи (іноді «НМДА-антагоністи») — клас анестетиків, що пригнічують дію N-метил-D-аспартатного (NMDA) рецептора. NMDA-антагоністи часто застосовуються для анестезії тварин, рідше — людини, у якої вони викликають стан так званої дисоціативної анестезії. Дослідження на гризунах показують, що NMDA-антагоністи при надмірному використанні можуть викликати специфічне ушкодження мозку — так звані «лезіі Олні», однак поки немає опублікованих даних про вираженість цієї патології у приматів.